# 小弗雷德·艾伦·哈特利
小弗雷德·艾伦·哈特利（Fred Allan Hartley Jr.，1902年2月22日—1969年5月11日），是美国新泽西州共和党政治家，曾代表新泽西州第8選區及第10選區當選十屆眾議員。他因在1947年起草了塔夫特-哈特利法案而闻名。

## 生平
1902年2月22日出生于新泽西州哈里森，他在哈里森公立中学就读之后于高中转入罗格斯预备中学，畢業後继续入读罗格斯大学。1923完成学业之后，他成为了新泽西州科尔尼的图书馆专员。就職两年后，哈特利受委任为科尔尼的警察和消防专员，并一直做到1928年。同年，他被共和党提名竞选美国众议院新泽西州第八国会选区议员席位。哈特利在1928年11月6日胶着的选举中击败了現任的保罗·摩尔。最终投票统计结果为，哈特利64,915票，摩尔64,594票，哈特利以0.2%些微优势击败摩尔。

## 政治生涯
1929年3月4日，27岁的哈特利宣誓就职，成为第71美国国会中最年轻的议员。1930年众议院選舉時，哈特利再次和保罗·摩尔竞争新泽西州第八選区的议员席位。在又一次势均力敌的竞选当中，哈特利击败摩尔，获得44,038张选票，得票率为50.4%，而摩尔获得43,195张选票，得票率为49.4%。
在大萧条和第二次世界大战期间，他是为数不多保住议员席位的共和党党员之一。在1932年的选举中，他击败了威廉·W·哈里森（William W. Harrison），赢得新泽西州第十选区的众议院席位。 1934年，他打败了威廉·赫达·史密斯1936年，哈特利又迎来一次胶着的竞选，最终以50.2%比49.6%的弱微优势击败民主党挑战者陆克文（Lindsay H. Rudd）。1938年，哈特利再次彻底击败陆克文。 在1940年再次选举中击败威廉·W·霍姆伍德。 1942年击败弗雷德里克·毕格罗； 1944年击败小卢克·A·基尔南。在1946年击败未来的继任者小彼得·W·罗迪诺。

### 塔夫特-哈特利
哈特利发现战后劳工动乱的程度極其令人不安，并认为这种情况会破坏经济以及政治稳定。1946年，共和党在参众两院皆成为多数党。国会自从1928年哈特利第一次当选以来，共和党首次在参众两院占多数席位。
在共和党占多数席位的情况下，哈特利在第80届美国国会宣布就任眾議院教育和劳工委员会主席。随着美国参议员罗伯特·A·塔夫脱担任參議院劳工和公共福利委员会主席，兩人在第二年合作提出立法遏制严重的劳工过剩。在1935年瓦格纳法案的基础上进行重大修订后，塔夫特-哈特利法案就应运而生了。该法案限制劳工进行第二次抗议，並允许各州制定劳动法的权力，如果各州决定如此（24个州已经这样做了）。这一项条款，是整个法案中最有争议的一项。
总统哈里·S·杜鲁门否决了该法案。但是，足够的民主党員支持下，共和黨推翻了总统的否决。当时所有美国主要工会呼吁废除该法案，特别是第14(B)条，该呼声也在民主党中得到反映。然而，这只有在1964年共和党慘敗之后，民主党在国会两院中获得多数席位方可实现。即使在当时，废除法案以221-203票在众议院得以通过，但在参议院该废除法案从未以規定的2/3多数票通过，部分原因是废除法案的推行受到如少数黨领袖埃弗雷特·德克森等共和党員的长期阻挠。工會盟友一直未能打破这一情形。1966年2月10日，废除法案最终被蒙大拿州民主黨籍多数党领袖麦克·曼斯菲尔德予以搁置。 
在以他的名字命名的法案获得通过后，哈特利没有继续参加国会的进一步选举，他的任期于1949年1月3日结束。

## 晚年生活
1954年，哈特利竞选新泽西州兩席参议员當中的一席，最终不幸落选。他回到新泽西州，做了十五年的商业顾问，见证了塔夫特-哈特利法案经挨過最严峻的考验，并且法案没有遭到废除。
哈特利死于新泽西州林伍德，并葬于纽瓦克的费尔蒙特公墓。他儿子哈特利，是一位漫画家，以其在阿奇漫画的作品而聞名。